# The Sims: Zwierzaki
The Sims Zwierzaki (ang. The Sims: Unleashed) – dodatek do gry komputerowej The Sims. Został wydany przez Electronic Arts 23 września 2002 roku.
Dodatek wprowadza do gry zwierzęta domowe i elementy z nimi związane. Gracz może przykładowo wymienić wodę w akwarium i wyprowadzić psa na spacer. Gra dodaje nowe ścieżki kariery dla Simów takie jak weterynarz czy kucharz. Istnieje także możliwość posiadania własnego ogrodu, w którym gracz sadzi owoce i warzywa.